# 小行星11094
小行星11094（11094 Cuba）是一颗绕太阳运转的小行星，为主小行星带小行星。该小行星于1994年8月10日发现。

## 轨道参数
小行星11094的轨道半长轴为3.0777700 UA，离心率为0.189。